# Bartolomeo Melioli
Bartolomeo Melioli (Mantova, 1448 – Mantova, 1514) è stato un incisore e orafo italiano.
Bartolomeo Melioli fu allievo del medaglista Cristoforo di Geremia e lavorò a Mantova alla corte dei Gonzaga, presso la quale si alternarono il Pisanello, Giovanni Cristoforo Romano e Sperandio Savelli.

## Opere

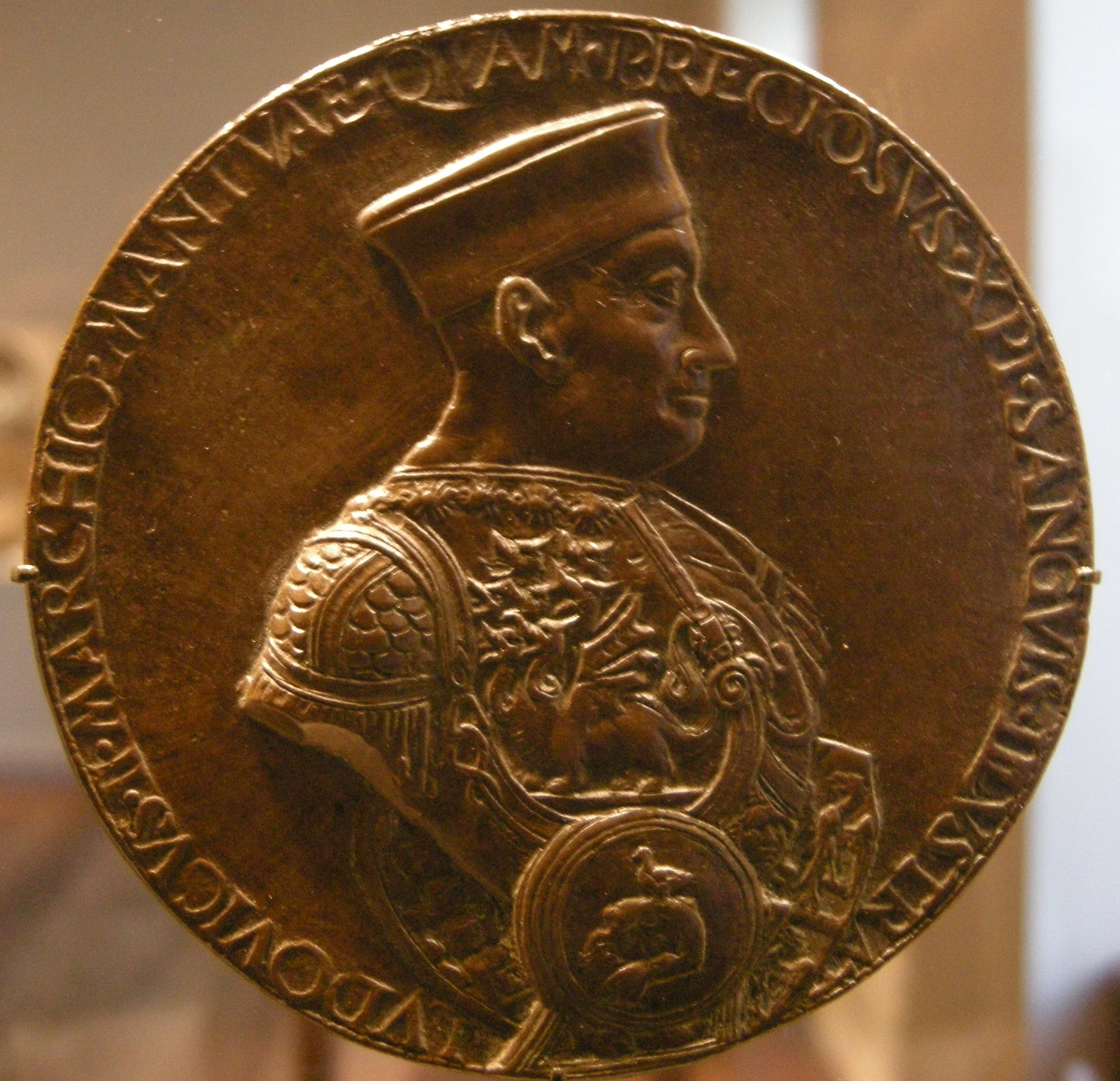
Bartolomeo Melioli, medaglia di Ludovico III Gonzaga
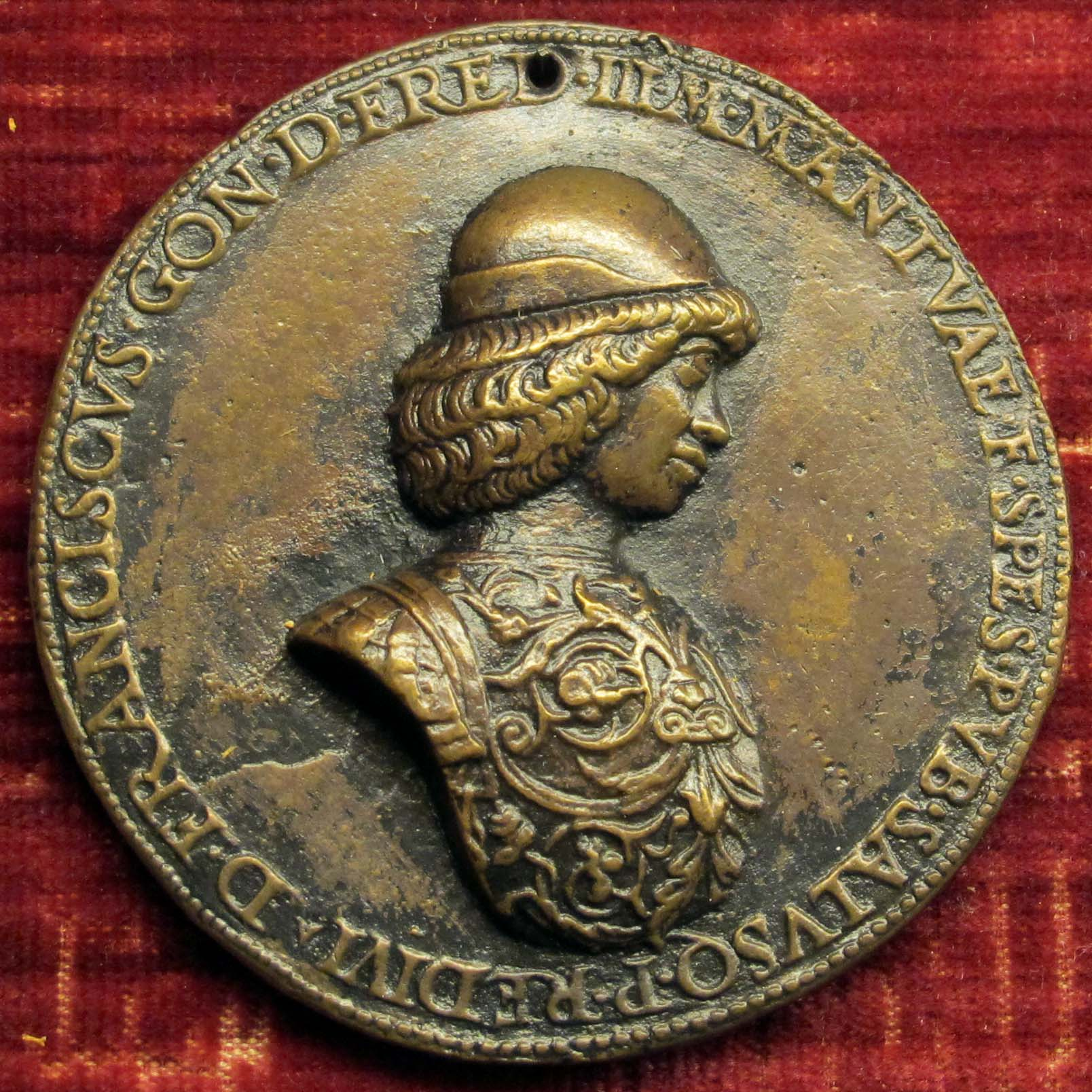
Bartolomeo Melioli, medaglia di Francesco II Gonzaga
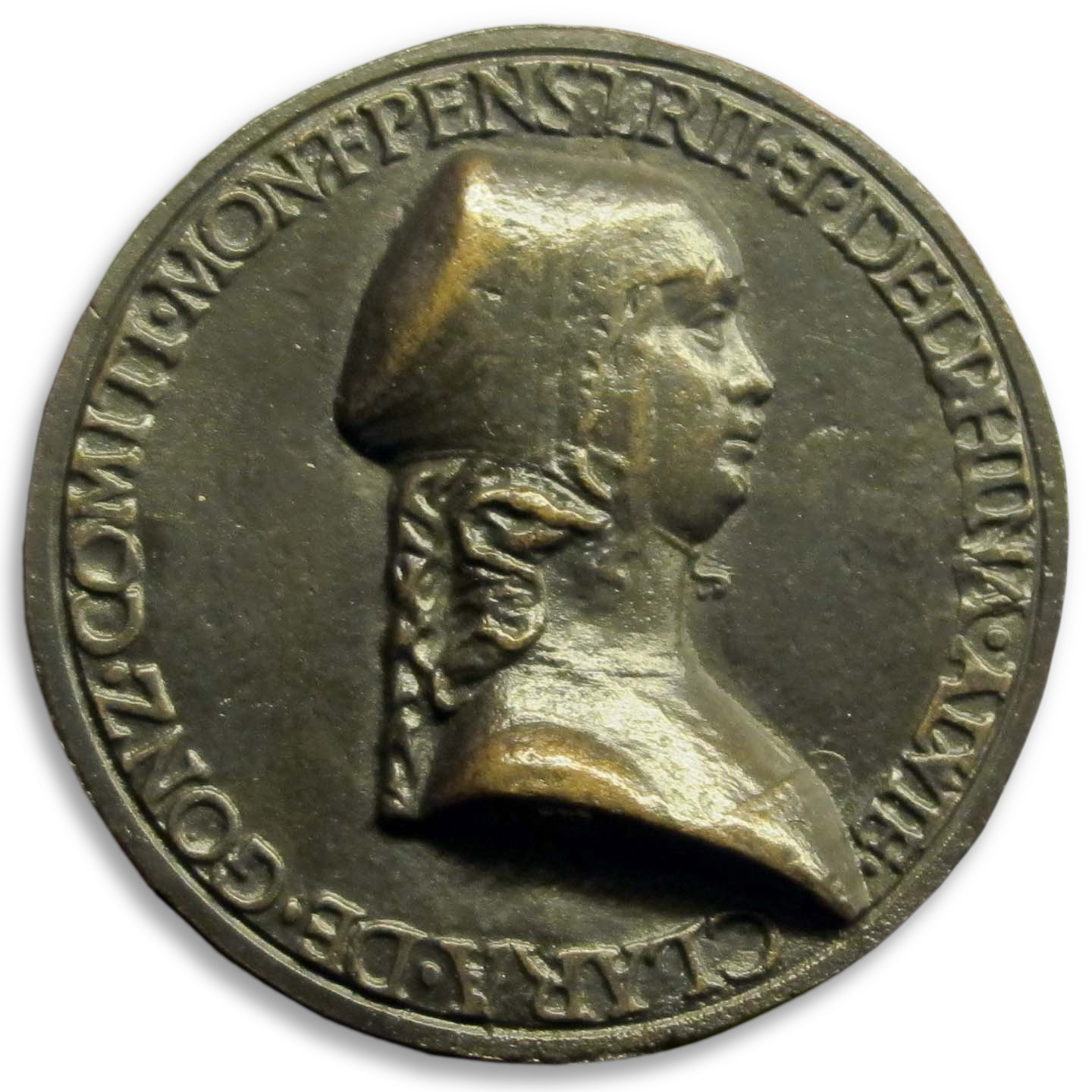
Bartolomeo Melioli, medaglia di Chiara Gonzaga